# Diplophos australis
Diplophos australis är en fiskart som beskrevs av Ozawa, Oda och Ida, 1990. Diplophos australis ingår i släktet Diplophos och familjen Gonostomatidae. Inga underarter finns listade i Catalogue of Life.